# 津島直人
津島直人（1973年1月25日—）是日本的漫畫家。
除了一般的漫畫作品外，他同時也有參與遊戲超級機器人大戰的週邊漫畫的繪製。

## 作品列表

### 漫画作品
- 鐵甲機（Comic BomBom）
- 妖怪人間貝姆RETURNS（月刊少年GANGAN）
- 五右衛門（日语：ゴエモン 新世代襲名!）（Comic BomBom，台灣由青文出版社代理）
- 功夫小食神（Comic BomBom）
- 魔神凱撒（Super Robot Magazine（日语：スーパーロボットマガジン））
- （Super Robot Magazine）
- 棋神傳（Comic BomBom，台灣由尖端出版社代理）
- 機動戰士Z GUNDAMIII 星之鼓動就是愛（GUNDAM ACE）
- 轟轟戰隊冒險者 劇場版 最強的寶藏（特撮ACE（日语：特撮エース））
- 蓋特機器人飛焰 〜THE EARTH SUICIDE〜 - 原作／永井豪・石川賢、幻冬舍
- 守護闘神 狛王（月刊コミックブンブン）
- BB戰士三國傳 戰神決鬥篇 - 原作：矢立肇·富野由悠季（KEROKERO ACE，台灣由快樂快樂月刊2009年12月號開始連載）
- 變形金剛進化版：The Cool（在2010年5月～2011年5月於KEROKERO ACE連載、NAOTO名義）

### 遊戲相關
- 超級機器人大戰α外傳

## 相關人物
- 寺田貴信

## 外部連結
- （日語）津島屋本店
- （日語）津島直人的PIXIV （页面存档备份，存于）